# Rising Force
Rising Force (с англ. — «Восходящая сила») — дебютный студийный альбом шведского гитариста-виртуоза Ингви Мальмстина, выпущенный 5 марта 1984 года на американском лейбле Polydor Records.
Содержит такие популярные композиции из творчества Мальмстина, как «Black Star», «Far Beyond The Sun», «Evil Eye», «Icarus Dream Suite Op. 4».
Популярным журналом Guitar World альбом Rising Force поставлен на 1-е место среди 10 лучших шред-альбомов всех времен, а в 2009 году занял 24-е место в списке «50 величайших гитарных альбомов».

## Об альбоме
Rising Force является первым сольным альбомом Ингви Мальмстина, вышедшим после того, как он покинул группу Alcatrazz. Из 8 композиций 6 являются инструментальными.
Альбом попал на 14-ю позицию в шведских чартах и на 60-е место в Billboard 200. Кроме того, альбом был номинирован на Премию «Грэмми» за лучшее инструментальное рок-исполнение в 1986 году.
В записи альбома принимал участие британский барабанщик Берримор Барлоу, бывший участник известной британской группы Jethro Tull в период с 1971 по 1980 год, а также кратковременно игравший в альбоме Seeds of Change американского гитариста Кенни Ливгрена в 1979 году.
Rising Force — единственный альбом с участием Барлоу в дискографии Мальмстина. В дальнейшем место барабанщика занимал Андерс Юханссон, шведский барабанщик, брат Йенса Юханссона, клавишника группы.

## Список композиций и перевод их названий
Все композиции написаны Ингви Мальмстином.
| №                   | Название                                                              | Длительность |
| ------------------- | --------------------------------------------------------------------- | ------------ |
| 1.                  | «Black Star (с англ. — «Чёрная звезда»)»                              | 4:51         |
| 2.                  | «Far Beyond The Sun (с англ. — «Далеко за пределами солнца»)»         | 5:49         |
| 3.                  | «Now Your Ships Are Burned (с англ. — «Теперь твои корабли сожжены»)» | 4:09         |
| 4.                  | «Evil Eye (с англ. — «Дурной глаз»)»                                  | 5:12         |
| 5.                  | «Icarus' Dream Suite Op.4 (с англ. — «Мечта Икара»)»                  | 8:30         |
| 6.                  | «As Above, So Below (с англ. — «Как и выше, так и ниже»)»             | 4:36         |
| 7.                  | «Little Savage (с англ. — «Маленький дикарь»)»                        | 5:21         |
| 8.                  | «Farewell (с англ. — «Прощание»)»                                     | 0:48         |
| Общая длительность: | Общая длительность:                                                   | 39:16        |

## Песни
- Far Beyond The Sun — наиболее известная композиция во всём творчестве Мальмстина. Полностью инструментальная. Одна из первых неоклассических композиций. Неоднократно исполняема на концертах, в том числе, и в японской филармонии в сопровождении оркестра[9].
- «Evil Eye» — основана на произведении «Bourree» немецкого композитора Иоганна Кригера.
- «Icarus Dream Suite Op.4» — базируется на известном произведении итальянского композитора Ремо Джадзотто под названием Адажио Альбиони или Адажио соль минор.
- «Little Savage» — партия на клавесине в этой песне аранжирована Йенсом Юхансоном.

## Участники записи
- Джеф Скотт Сото — вокал;
- Ингви Мальмстин — гитары, бас-гитара;
- Йенс Юханссон — клавишные, синтезатор Moog Taurus;
- Бэрримор Барлоу — ударные.
- Ингви Мальмстин — продюсер.
- Лестер Клейпул — звукоинженер;
- Питер Варго — звукоинженер;
- Джон Харрелл — фотограф;
- Диана Линн — фотограф;
- Грег Йенсен — фотограф (спецэффекты).

## Кавер-версии песен
- Шведская пауэр-метал группа Supreme Majesty в 2005 году записала кавер-версию композиции «Far Beyond the Sun», которая вошла в японскую версию альбома Elements of Creation.

- Альбом Rising Force на сайте Encyclopaedia Metallum (англ.)
- Альбом Rising Force на сайте Allmusic.com (англ.)
- Альбом Rising Force на официальном сайте Ингви Мальмстина (англ.)